# Sisante
Sisante é um município da Espanha na província de Cuenca, comunidade autónoma de Castilla-La Mancha, de área 136,3 km² com população de 1859 habitantes (2007) e densidade populacional de 13,35 hab/km².

## Demografia
| Variação demográfica do município entre 1991 e 2004 | Variação demográfica do município entre 1991 e 2004 | Variação demográfica do município entre 1991 e 2004 | Variação demográfica do município entre 1991 e 2004 |
| --------------------------------------------------- | --------------------------------------------------- | --------------------------------------------------- | --------------------------------------------------- |
| 1991                                                | 1996                                                | 2001                                                | 2004                                                |
| 1860                                                | 1823                                                | 1789                                                | 1795                                                |